# آسپارتی گلوکوزامین
آسپارتی گلوکوزامین (به انگلیسی: Aspartylglucosamine) با فرمول شیمیایی C۱۲H۲۱N۳O۸ یک ترکیب شیمیایی با شناسه پاب‌کم ۱۲۳۸۲۶ است. که جرم مولی آن ۳۳۵٫۳۱ g/mol می‌باشد. 